# Списък на християнски символи

## Списък на християнските символи
Непълен списък на символите и тяхното тълкуване:
- вино – символизира кръвта на Христос;
- жито и хляб – плътта на Христос;
- кръст – страданието;
- жезъл – Ааронов, църковен
- светлина – Божествената същност;
- светлината на света
- княз на мира
- слънце – Бог-Отец; символ на Христос, на Божията майка и църквата;
- злато – абсолютна красота;
- кълбо, колело, сокол, орел, феникс, лъв и бял кон – слънчеви символи (тълкуването им се свързва с връзката с Бога, напредъка човешки);
- свещ – Възкресението, неуморната будност и образ на живота;
- Луна – едновременно е символ на живия човек и на отвъдния живот; лунни символи са спиралата, раковината, охлювът, змията, говеждият рог;
- звезда – символизира Христос (Зорница);
- око – символ на Светата Троица;
- тъмнина, нощ – обвързват се с дяволското, аморалното;
- фараон – не се свързва с конкретен исторически персонаж, а е символ на предателството;
- чаша – съдбата, отредена от Бога; потир
- пастир – Спасителя, на неговата любов към хората;
- вода:

1. пречистваща сила;
2. стихия; потоп;
3. облагородяваща сила;
4. символ на Христовия дух и на кръщението (християните смятат, че в деня на кръщенето човек умира и се възкресява пречистен и готов за нов живот); сълзите при молитва и разкаяние имат същия смисъл;

- кораб – християнската църква; този кораб ще заведе душите до тихо пристанище, тоест към блаженство и вечен живот; вътрешната част на църквата се нарича „кораб“;
- стълба – Богородица, тъй като тя е свързваща част между земята и небето;
- духовници и апостоли;
- пръстен и невяста – връзка и съединение; знак са на съюз с вечна трайност;
- пустиня – изпитанието и страданието, на отшелничеството и пълното вечно отдаване на Бога;
- венец – победата над изкушенията на Дявола, езичниците и всички врагове на християнството; трънения венец на Христос е символ на страдание за изкупление на човешките грехове и победа над смъртта;
- лоза и вино – кръвта на Христос, мъдрост и лудост; лозата се приема като Бог-Отец, а лозовите пръчки – апостолите;
- лилия – Богородица, телесната и душевната красота; символ е на девствеността и непорочността; символизира и мъчениците, запазили вярата си;
- агне – свързва се с Христос и по-точно с пасхалното жертвено агне; символ е на кроткия, незлоблив християнин;
- коза – грешника
- овца – вярващия
- теле – идолопоклонството и на евангелист Лука
- лъвът е символ на Христос и на евангелист Марк
- рибата е символ на новопокръстения християнин и на самия Христос;
- орелът е символ на евангелист Йоан
- ангелът е вестител на Бога и е символ на евангелист Матей
- змията – зло, изкушение; мъдрост;
- гълъб – Светия Дух, любовта, еднобрачието;

### Числа
- 1 – монотеизъм
- 2 – свидетели на Бог и двете природи на Исус
- 3 – Светата Троица;
- 4 – четиримата евангелисти, символ на Универсума, на света, на земното и материалното (символиката му е свързана с изображението на квадрата, чието символистично изображение представя четирите посоки на света);
- 5 – в Евангелието се свързва със сватбата (притчата за разумните и неразумните деви – Евангелие от Матея); въздържание на 5-те сетива;
- 6 – непълнота, човекът е създаден на шестия ден, символ на Вселената (светът е създаден за 6 дни);
- 7 – свещено число, представящо обединението между Бога и света; 70 X 7 – символ на прошката
- 8 – ескатологичния осми, нов ден
- 9 – деветте чина от ангелската йерархия
- 10 – притчата за десетте девици, които чакат младоженица
- 11 – притчата за работниците от 11 час
- 12 – дванадесетте юдейски племена и дванадесетте ученици на Христос
- 13 – Исус Христос и 12 апостола на Тайната вечеря
- 20 – 20 сребърника, цената за Йосиф, на която е продаден от братята си за роб
- 30 – 30 сребърника, цената за Исус, на която е продаден от Юда
- 24 – пълнота на 12 юдейски племена + 12 ученици на Исус, обединяващи Стария и Новия завет в Откровението на Йоан
- 33 – Христос (разпънат е на кръст на 33 години и възкръсва);
- 40 – възнесението на Исус, символ на молитвата, на постите, разкаянието и надежда за пречистване на душата; изпитание, преход
- 50 – Петдесятница, слизането на Святия Дух на земята; подобно на 5, но подсилено, поради връзка с 10; смята се за съвършено число, златната среда;
- 300 – съчетание между 3 и 10; възприема се като символ на висше съвършенство и избраничество;
- 1000 – новият Милениум, символ на небесното царство

### Риба (ИХТИС)
Един от първите символи на Християнството е рибата. Според предание рибата е бил дискретен християнски знак за разпознаване. Гръцката дума за риба ἰχθύς (ИХТИС) е акроним, който съдържа кратко християнско верую:
IΗΣΟΎΣИисус – „Иисус“
ΧΡΙΣΤΌΣХристос – „Помазаникът“
ΘΕΟΎТеу – „Божий“
ΥΙΌΣЙиос – „Син“
ΣΩΤΉΡСотир – „Спасител“/„Изкупител“
Тертулиан (200 г.) споменава в своето писание за кръщението (de baptismo), че християните се наричали „рибка“.